# ゴジてれ Chu !
『ゴジてれ Chu !』（ゴジてれ チュウ !）は、福島中央テレビで生放送されている平日夕方ワイド番組（ローカルワイド番組）である。前番組の『ゴジてれシャトル』をリニューアルし、放送枠を拡大して2008年3月31日から放送開始。

## 放送時間
2008年3月31日から2009年8月7日まで、15時56分 - 19時00分
2009年8月10日から、15時50分 - 19時00分（前座であったインフォメーション番組「リビスパ」を内包）
※第Ⅰ部が放送されない場合は16時50分 - 19時00分（「news every.」と第Ⅲ部「ゴジてれChu!news」のみを放送）

## タイムテーブル
第I部（月 - 金曜 15時50分 - 16時45分）
主婦の目線に立って、生活用品の最新流行耳より情報から教育、グルメ、エコまで、幅広いテーマで特集を展開。
- 15時48分30秒 オープニング（直前の『情報ライブ ミヤネ屋』からステブレレスで開始[注釈 4]。）
- 特集・中継など
中継は第I部内で2 - 3回に分けて行われる。
  - 月曜日
    - ブンケンの歩いてゴミ拾いの旅
    - ふくしまイケ麺探し ※不定期
    - どきどきサイコロゲーム
      - 『Chu!』へのリニューアルと同時に始まった企画で、ミヤギテレビ・テレビ岩手・熊本県民テレビ・テレビ大分など他地域のNNS系列局の夕方ワイド番組で行っている視聴者参加形式のゲームにあたる。まず、視聴者から事前に応募されたハガキ・メール（有効期限は当月末）を抽選し、ゲームへ挑戦する当選者1人を決定して電話を繋ぐ。当選者が電話の呼び出し音が5回以内に出ない場合、買い物などで同時間にテレビを視聴できる環境にいない場合、運転中で電話に出られない場合、応募者本人ではないなどの事情で電話に出てもゲーム自体を知らない場合は無効となり、改めて抽選が行われる。本番組ではカードの裏に書かれた数字などではなく、MCが投げるサイコロの目がコーナー冒頭（2回目以降は前に出た目）で投げた基準の目の数より大きいか小さいかを推測して解答する（例として3が出た場合は、大が4・5・6、小が1・2。1回目の参加者の2回目以降は前に投げた数）もので、最後まで答えは分からないハプニング性を含んだ企画である。MC（場合によってはゲスト）がサイコロを投げ、当たるとMC席横のボードにある該当の目に隠された商品（地元の土産品や観光施設のチケット）が獲得できる。しかし、1回目で獲得後に推測した回答とは違う数が出た場合はそれまで獲得していた商品は没収となり、参加賞が贈られる。ゲームは参加者1人につき3回までで、1 - 2回目のゲームに正解すると引き続きゲームに挑戦するかどうかを決定する権利が与えられるが途中で辞めることも可能（その時点でもらった商品が贈呈）。3回目で正解すると「サイコロキング」となり、ギフト券がもらえる。このギフト券は「サイコロキング」が1名も出なかった場合は金額が1万円ずつキャリーオーバーされ、次回に持ち越しとなる。最大で10万円までキャリーオーバーされるが、キャリーオーバーは1か月間のみで、月が替わると再びリセットされる。

  - 火曜日
    - 特集
    - FANTASTICS畑 ※隔週
    - 知ってイイ漢字 ※不定期
    - 母心のススメ ※不定期
    - クイズ中テレアプリ
    - にゃん旅鉄道
2022年に『劇場版『にゃん旅鉄道』』としてコーナーが映画化[2]。2023年に漫画化され、「ウォーカープラス」で連載開始[3]。タイトルは『にゃん旅鉄道〜さくらの物語〜』で、漫画はゆきよみが担当[3]。

  - 水曜日
    - 特集
    - どきどきサイコロゲーム
    - ばんえつ横断!お国自慢! ※第1・3週
テレビ新潟の夕方ワイド新潟一番と中継を結び、新潟県と福島県の観光やグルメを交互に紹介する。

  - 木曜日
    - 特集
    - しなだマン&徳光のぶらカメ
    - みやぎ・ふくしま バンデス×Chu!
ミヤギテレビのOH!バンデスと中継を結ぶ。16時05分から。2008年3月までは『みやぎ・ふくしま バンデスシャトル』のタイトルで放送していた。
『バンデス』側からの出演者はさとう宗幸とミヤギテレビアナウンサーの武田玲子（2022年4月から）[注釈 5]のみで、他の出演者は一切登場しない[注釈 6]。
ミヤギテレビ発の回線で放送、当初はSD放送だったが、2008年9月からHD放送を開始。『ゴジてれシャトル』時代から続く企画で『バンデス』の隣接局（非隣接で本番組と同じくミヤギテレビとの交流企画が月曜不定期に放送されている熊本県民テレビも含む）との交流企画としても最も歴史が古く、長く続いている。
両局のスタジオを結んでいる際には、お互いのMC席に掲示されている投稿用のFAX番号・メールアドレスもそのまま放送されている。またコーナー冒頭では両局のお天気カメラの映像も放送される。

  - 金曜日
    - 特集
    - どきどきサイコロゲーム
- I LOVE キッチン
料理コーナー。
- 県内のニュース[注釈 7]
ニュースセンターから2 - 3程ニュースを伝える。
キャスターは基本的には野尻英恵アナウンサー。
※ただしMCの代打としてスタジオにいたり、テレビ局の都合で他のアナウンサーが伝える時もある。
- 県内の天気予報
  - 以前はスタジオからMCが読み上げていたが、2017年10月から天気担当キャスターを再び設けるようになってからはKスタジオの外（郡山市立中央図書館のある文化通り側、『ゴジてれシャトル』でも2006年まで同じ場所から天気を伝えていた）から進行するようになった。2023年1月5日の放送回からは屋外に新たに設けられた「Chu!テラス」から専用のボードと気象画面を使いながら進行する。
- オレンジぽすと

第II部（月 - 金曜 16時45分 - 17時53分）
『news every.』第2部（県内で大きな事件・事故があった場合は、県内のスタジオから伝える）
- 通常時はCMを除き、全編日本テレビからの内容をそのまま放送している（中盤の関東ローカルの天気予報（『木原さんのお天気』）も差し替えなしで放送）。

第III部（月 - 金曜 17時53分 - 19時00分）
全国ニュース（『news every.』第3部のNNN枠）、県内のニュース（『ゴジてれChu!news』）
- 17時53分 news every.
- 18時15分 ゴジてれChu!news
  - 天気予報
    - 第1部と同様に外から放送する。この時間はMCも外に出て進行する他、1部のMCが不定期で登場することもある。

  - きょうコレ（『news every.』第3部の関東ローカル枠、いずれも日本テレビから）[注釈 8]
  - 明日（来週）の第III部予告・エンディング（「きぼう〜ふくしまのめばえ〜」）

- 2011年3月11日に発生した東日本大震災（東北地方太平洋沖地震）により、放送を予定していたコーナーをすべて休止し災害情報中心の放送内容となっていたが、同年5月9日から徐々にコーナーが再開した。また土曜版は「つながろう 福島の輪」放送のため6月11日まで休止した。
- 「きぼう〜ふくしまのめばえ〜」は、福島中央テレビと同じ日本テレビ系列の読売テレビが幹事局を務める企画ネット形式の箱番組「めばえ」の福島県版。

## 終了したコーナー
第I部
- 中継ふくしま発見隊! - 月曜日
- 激ウマご当地グルメ - 月曜日
- 日本縦断 龍儀の歩く旅 - 月曜日
- 日本一周ゆるっ旅 → 日本一周!ぷくっ旅 - 金曜日 → 月曜日
- どゆモノ? - 月曜日（不定期）
- UP! - 月曜日
- 日本縦断!ハルカの歌う道
- カルチェ（カルチャーチェック） - 火曜日
- お取り寄せグルメ - 火曜日
- プレゼンゲっ中! - 水曜日 → 火曜日[注釈 9]
- ふくしまグルメ旅 - 火曜日
- ニュースな現場 - 火曜日
- ふくしまパンマルシェ - 火曜日（不定期）
- ふくしま熱中ストーリー - 火曜日（不定期）
- プレゼンゲッ中ズデー - 火曜日
- ショートストーリーズ - 水曜日
- スイーツ堂 - 水曜日
- for行ぐ散歩 - 60市町村英会話の旅 → 59市町村英会話の旅 → お宝ブラボー59 - 水曜日
- いい湯だネット 湯めぐり生中継 - 水曜日
- 道の駅探訪 - 水曜日（不定期）
- ご当地産品 - 水曜日（不定期）
- 武藤心平の食堂放浪記 - 第2水曜日
- いいもん中継水ッチON！ - 水曜日
- 告知コーナーアピッちゃお! - 木曜日
- 駅前中継 - 木曜日
- 中継ト〜ク海道!! - 木曜日
- おかちゃんの女子カメ漫遊記 - 木曜日
- 勝手に笑顔グランプリ - 木曜日
- 街角メール - 金曜日
- 週末中継 - 金曜日
- 金曜ちゅ〜け〜です! - 金曜日

第III部
- Chuモク中! - 木曜日
- 金曜セレクト - 金曜日
- きょうの出来事[注釈 10]
- キビタンの天気予報

## オレンジぽすとについて
- 毎週、テーマが決まっており、そのテーマに沿って視聴者の意見を募集する。ファックス、ウェブサイト、X（旧Twitter）からの投稿が可能であり、送られてきた画像も紹介される。
- 「応募者全員の中から○名の方には・・・」という形でプレゼントがある。また、番組中で5回紹介されると中テレくんグッズがもらえる。

## 出演者

### MC
| 期間      | 期間       | 第I部 MC | 第I部 MC | 第I部 MC | 第I部 MC | 第I部 MC   | 第I部 MC   | 第I部 MC   | 第I部 MC   | 第I部 MC   | 第Ⅲ部 MC    | 第Ⅲ部 MC    | 第Ⅲ部 MC    | 第Ⅲ部 MC    | 第Ⅲ部 MC | 第Ⅲ部 MC            | 第Ⅲ部 MC            | 天気キャスター    | 天気キャスター    | 天気キャスター    |
| 期間      | 期間       | 男性     | 男性     | 男性     | 男性     | 男性       | 女性       | 女性       | 女性       | 女性       | 男性        | 男性        | 男性        | 男性        | 女性     | 女性                | 女性                | 天気キャスター    | 天気キャスター    | 天気キャスター    |
| 期間      | 期間       | 月       | 火       | 水       | 木       | 金         | 月・火     | 水         | 木         | 金         | 月          | 火          | 水          | 木・金      | 月〜水   | 木                  | 金                  | 月・火            | 水                | 木・金            |
| --------- | ---------- | -------- | -------- | -------- | -------- | ---------- | ---------- | ---------- | ---------- | ---------- | ----------- | ----------- | ----------- | ----------- | -------- | ------------------- | ------------------- | ----------------- | ----------------- | ----------------- |
| 2008.3.31 | 2008.5.23  | 大野修   | 大野修   | 大野修   | 大野修   | 大野修     | 大橋聡子   | 大橋聡子   | 大橋聡子   | 大橋聡子   | 大野修      | 大野修      | 大野修      | 大野修      | 中山由佳 | 中山由佳            | 中山由佳            | （不在）          | （不在）          | （不在）          |
| 2008.5.26 | 2009.3.31  | 徳光雅英 | 徳光雅英 | 徳光雅英 | 徳光雅英 | 徳光雅英   | 大橋聡子   | 大橋聡子   | 大橋聡子   | 大橋聡子   | 徳光雅英    | 徳光雅英    | 徳光雅英    | 徳光雅英    | 中山由佳 | 中山由佳            | 中山由佳            | （不在）          | （不在）          | （不在）          |
| 2009.4.1  | 2012.3.30  | 徳光雅英 | 徳光雅英 | 徳光雅英 | 徳光雅英 | 徳光雅英   | 大橋聡子   | 大橋聡子   | 大橋聡子   | 大橋聡子   | 徳光雅英    | 徳光雅英    | 徳光雅英    | 徳光雅英    | 中山由佳 | 中山由佳            | 中山由佳            | 阿部祐子          | 阿部祐子          | 阿部祐子          |
| 2012.4.2  | 2012.12.28 | 徳光雅英 | 徳光雅英 | 徳光雅英 | 徳光雅英 | 徳光雅英   | 大橋聡子   | 大橋聡子   | 大橋聡子   | 大橋聡子   | 徳光雅英    | 徳光雅英    | 徳光雅英    | 徳光雅英    | 中山由佳 | 中山由佳            | 中山由佳            | （不在）          | （不在）          | （不在）          |
| 2013.1.4  | 2015.3.27  | 徳光雅英 | 徳光雅英 | 徳光雅英 | 徳光雅英 | 徳光雅英   | 大野智子   | 大野智子   | 中山可那子 | 中山可那子 | 徳光雅英    | 徳光雅英    | 徳光雅英    | 徳光雅英    | 大橋聡子 | 大橋聡子            | 大橋聡子            | （不在）          | （不在）          | （不在）          |
| 2015.3.30 | 2016.3.31  | 徳光雅英 | 徳光雅英 | 徳光雅英 | 徳光雅英 | 徳光雅英   | 大野智子   | 中山可那子 | 野尻英恵   | 小野紗由利 | 徳光雅英    | 徳光雅英    | 徳光雅英    | 徳光雅英    | 大橋聡子 | 大橋聡子            | 大橋聡子            | （不在）          | （不在）          | （不在）          |
| 2016.4.1  | 2017.9.29  | 徳光雅英 | 徳光雅英 | 徳光雅英 | 徳光雅英 | 徳光雅英   | 大野智子   | 小野紗由利 | 野尻英恵   | 野尻英恵   | 徳光雅英    | 徳光雅英    | 徳光雅英    | 徳光雅英    | 大橋聡子 | 大橋聡子            | 大橋聡子            | （不在）          | （不在）          | （不在）          |
| 2017.10.2 | 2018.9.28  | 徳光雅英 | 徳光雅英 | 石井佑弥 | 石井佑弥 | 石井佑弥   | 大橋聡子   | 大橋聡子   | 大橋聡子   | 大野智子   | 緒方太郎    | 緒方太郎    | 緒方太郎    | 緒方太郎    | 大橋聡子 | 大橋聡子            | 大野智子            | 久保恵佳 長江麻美 | 久保恵佳 長江麻美 | 久保恵佳 長江麻美 |
| 2018.10.1 | 2018.12.28 | 徳光雅英 | 徳光雅英 | 石井佑弥 | 石井佑弥 | 石井佑弥   | 大橋聡子   | 大橋聡子   | 大橋聡子   | 野尻英恵   | 緒方太郎    | 緒方太郎    | 緒方太郎    | 緒方太郎    | 大橋聡子 | 大橋聡子            | 野尻英恵            | 久保恵佳 長江麻美 | 久保恵佳 長江麻美 | 久保恵佳 長江麻美 |
| 2019.1.7  | 2019.5.3   | 徳光雅英 | 徳光雅英 | 石井佑弥 | 石井佑弥 | 石井佑弥   | 大橋聡子   | 大橋聡子   | 大橋聡子   | 野尻英恵   | 緒方太郎    | 緒方太郎    | 緒方太郎    | 緒方太郎    | 大橋聡子 | 大橋聡子            | 野尻英恵            | 長江麻美 永井麻葵 | 長江麻美 永井麻葵 | 長江麻美 永井麻葵 |
| 2019.5.6  | 2022.4.1   | 石井佑弥 | 石井佑弥 | 石井佑弥 | 石井佑弥 | 石井佑弥   | 長江麻美   | 長江麻美   | 長江麻美   | 長江麻美   | 緒方太郎    | 緒方太郎    | 緒方太郎    | 緒方太郎    | 野尻英恵 | 野尻英恵            | 野尻英恵            | 永井麻葵 畑山弥保 | 永井麻葵 畑山弥保 | 永井麻葵 畑山弥保 |
| 2022.4.4  | 2022.12.23 | 石井佑弥 | 石井佑弥 | 石井佑弥 | 石井佑弥 | 石井佑弥   | 小野紗由利 | 小野紗由利 | 小野紗由利 | 小野紗由利 | 緒方太郎    | 緒方太郎    | 緒方太郎    | 緒方太郎    | 野尻英恵 | 野尻英恵            | 野尻英恵            | 永井麻葵          | 永井麻葵 直川貴博 | 直川貴博          |
| 2023.1.4  | 2023.3.31  | 石井佑弥 | 石井佑弥 | 石井佑弥 | 石井佑弥 | 石井佑弥   | 小野紗由利 | 小野紗由利 | 小野紗由利 | 小野紗由利 | [ 注釈 17 ] | [ 注釈 17 ] | [ 注釈 17 ] | [ 注釈 17 ] | 野尻英恵 | 野尻英恵            | 野尻英恵            | 永井麻葵          | 永井麻葵 直川貴博 | 直川貴博          |
| 2023.4.3  | 2024.1.19  | 石井佑弥 | 石井佑弥 | 石井佑弥 | 石井佑弥 | 石井佑弥   | 小野紗由利 | 小野紗由利 | 小野紗由利 | 小野紗由利 | 石井佑弥    | 石井佑弥    | 石井佑弥    | （不在）    | 野尻英恵 | 野尻英恵 小野紗由利 | 野尻英恵 小野紗由利 | 永井麻葵          | 永井麻葵 直川貴博 | 直川貴博          |
| 2024.1.22 | 2024.2.29  | 河岸修登 | 直川貴博 | 徳光雅英 | 関あつし | しなだマン | 小野紗由利 | 小野紗由利 | 小野紗由利 | 小野紗由利 | 河岸修登    | 直川貴博    | 徳光雅英    | （不在）    | 野尻英恵 | 野尻英恵 小野紗由利 | 野尻英恵 小野紗由利 | 永井麻葵          | 永井麻葵 直川貴博 | 直川貴博          |
| 2024.3.1  | 現在       | 石井佑弥 | 石井佑弥 | 石井佑弥 | 石井佑弥 | 石井佑弥   | 小野紗由利 | 小野紗由利 | 小野紗由利 | 小野紗由利 | 石井佑弥    | 石井佑弥    | 石井佑弥    | （不在）    | 野尻英恵 | 野尻英恵 小野紗由利 | 野尻英恵 小野紗由利 | 永井麻葵          | 永井麻葵 直川貴博 | 直川貴博          |

### コーナー中継
- 火曜日 - 鈴木美伸
- 水曜日 - 武藤心平[注釈 18]
- 木曜日 - 関あつし（母心）

その他、福島中央テレビのアナウンサーが不定期にリポーターとして出演することがある。

### I LOVE キッチン
- 月曜日 - 橋本ヨシイ、渡辺真夏
- 火曜日 - 佐藤文男、鈴木眞雄
- 水曜日 - 三瓶ミヤ子、ドロンズ石本
- 木曜日 - 関口哲郎、服部博幸
- 金曜日 - 藤井澄子、山田剛嗣

### コーナー担当
- 鈴木文健 - ブンケンの歩いてゴミ拾いの旅
- しなだマン（ふくしまボンガーズ） - しなだマン&徳光のぶらカメなど
- 徳光雅英 - しなだマン&徳光のぶらカメなど
- 八重樫一（福島県漢字同好会会長） - 知ってイイ漢字

### 過去
- 三浦功将 - スイーツ堂
- フェア・カイル
- 下田武史 - ニュースな現場
- 飯田久美子
- 神道裕、水野圭悟（みちのくボンガーズ（現・ふくしまボンガーズ）） - 木曜中継担当 現在は芸人を引退
- フジナッツ健（ふくしまボンガーズ）
- 馬場由美子
- 緒方太郎 - ニュースな現場
- 須賀宣之 - ニュースな現場、いい湯だネット 湯めぐり生中継
- 横田龍儀 - 日本縦断 龍儀の歩く旅
- ぺんぎんナッツ
- 天竺一（ふくしまボンガーズ）[4]
- 三瓶
- HARUKA - 日本縦断!ハルカの歌う道
- おかちゃん（ふくしまボンガーズ） - しなだマン&おかちゃんのぶらカメなど
- ムッシュ・サイトー（ふくしまボンガーズ）
- 今泉静香
- 久保田彩乃
- 武田真紀
- 嶋川武秀（母心）

## テーマソング
- オープニング・テーマ「ゴジてれ Chu ! オープニングテーマ」[注釈 19] / 大友良英（第Ⅰ部、2015年1月4日 - ）、「Liberty」SANOVA（第Ⅲ部、番宣CMでも使用）
  - 過去のオープニング・テーマ
    - 番組開始 - 2011年3月10日「Dream Police」 / Cheap Trick（ただし、その後も提供クレジットにて数度使用）
    - 2011年4月 - 5月6日「I love you & I need you ふくしま」 / 猪苗代湖ズ
- エンディング・テーマ「ゴジてれ Chu ! エンディングテーマ」[注釈 20] / 大友良英（第Ⅰ部、2015年1月4日 - ）、「心のままに」/音速ライン（第Ⅲ部「きぼう〜ふくしまのめばえ〜」、2013年1月 - ）
  - 過去のエンディング・テーマ
    - 番組開始 - 2009年12月「半分花」 / 音速ライン
    - 2010年1月 - 2012年12月「空になる」（FCT開局40周年記念ソング） / 音速ライン[注釈 21]
    - 「福笑い」 / 高橋優（2013年1月 - 2014年12月、第Ⅰ部のみ）

## 不祥事
番組リニューアル時からMCを務めていた大野修のブログで他人のブログからの盗用が発覚。2008年5月26日の放送で、急遽MCを担当することになった徳光雅英が冒頭で視聴者に対して謝罪した。
その後、大野は停職および職場変更処分となったため、5月23日をもって降板となった。引責での降板ではあったが、放送後に盗用が発覚したため挨拶などは一切ないままとなった。この降板に伴いオープニングからMC2人のシルエットが削除された。